# Лидапищеконцентраты

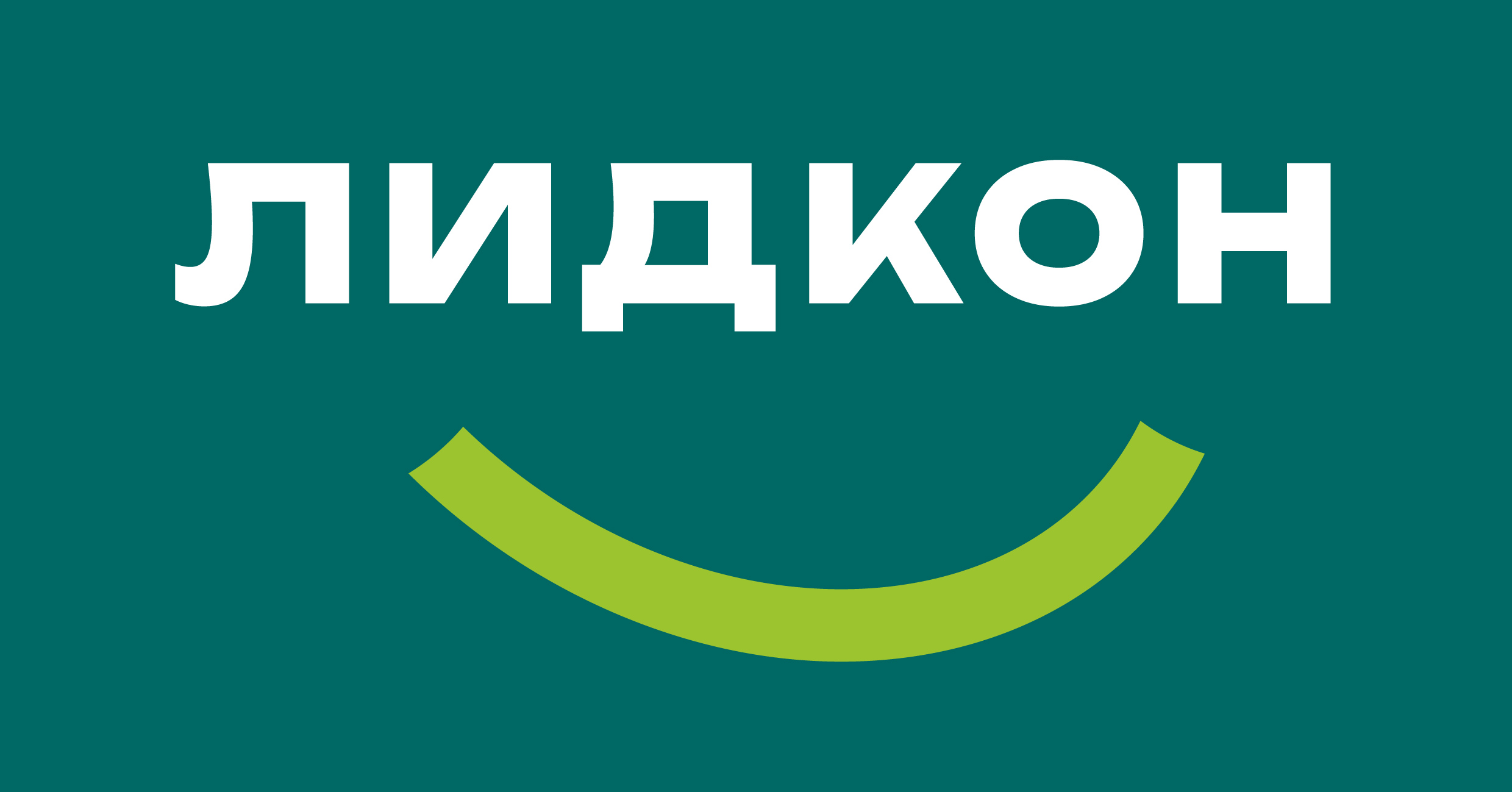

ОАО «Лидапищеконцентраты» (полное название — «Лидские пищевые концентраты»; бел. Лідахарчканцэнтраты; Лідскія харчовыя канцэнтраты) — белорусское предприятие пищевой промышленности, производитель продуктов быстрого приготовления, специй и сухих завтраков. Расположено в городе Лида Гродненской области.

## История
Лидский комбинат пищевых концентратов (впоследствии — завод) был основан в 1944 году на производственной базе пивоваренного завода Папирмейстера, одного из двух в городе. Продукция комбината предназначалась для снабжения частей 3-го Белорусского фронта продовольствием. В 1947 году была проведена первая реконструкция комбината. По состоянию на 1950 год комбинат производил три вида супов (перловый с грибами, картофельный, гороховый суп-пюре), пять видов каш (пшённую, гречневую, ячневую, перловую, овсяную), два вида таблетированных изделий (морковь и картофель), два вида киселя (весовой и таблетированный), варенье-джем, повидло, подварку, мармелад пластовый и маринованные грибы. В 1946 году на комбинате работало 139 человек, в 1950 году — 254 человека, в 1951 году — 348 человек. В 1950—1951 году было освоено производство сухих завтраков «Геркулес». В 1944—1953 годах комбинат подчинялся Наркомату (затем — министерству) пищевой промышленности БССР, в 1953—1956 годах — Главному управлению консервной и пищеконцентратной промышленности, в 1956—1957 годах — «Белконсервплодоовощтресту», в 1957—1958 годах — «Белконсервтресту», в 1958—1965 годах — Управлению пищевой промышленности Совета народного хозяйства БССР, в 1965—1987 годах — Министерству пищевой промышленности БССР. В 1961 году был введён в эксплуатацию цех лёгкой кукурузы (впоследствии преобразован в цех насыпных продуктов), в 1967 году — цех по производству кукурузных палочек. В 1972 году (по другой информации, в 1977 году) комбинат стал головным предприятием Лидского производственного объединения пищеконцентратной промышленности («Лидапищеконцентратпром»), в которое вошли также Ошмянский завод пищевых концентратов и Новогрудский и Радунский овощесушильные заводы. В 1987—1991 годах ПО «Лидапищеконцентратпром» подчинялось Главному управлению пищевой промышленности Госагропрома БССР. В 1988 году был введён в эксплуатацию новый цех насыпных продуктов. В 1991 году вошёл в состав концерна «Белгоспищепром» Министерства сельского хозяйства и продовольствия Республики Беларусь. В 1997 году был преобразован в открытое акционерное общество «Лидские пищевые концентраты».

## Современное состояние
Завод производит более 230 наименований продукции под брендами «Лидкон», «Лидские приправы», «Tvitnik», «Хрумстик», «Priana», «TakiTak». Выпускаются первые и вторые обеденные блюда, кисели, желе, хлопья, приправы и пряности, крахмал, производится расфасовка лимонной кислоты, крахмала, какао-порошка, соды и других продуктов.
По состоянию на 2016 год 80,97% акций предприятия принадлежат государству в лице концерна «Белгоспищепром».